# ロケーションビュー
株式会社ロケーションビュー（英文社名:LOCATIONVIEW CO.）は、「ロケーションビュー」「土地診断サービス」の企画・開発・販売を行っている。

## 概要
株式会社アイディーユー（現:日本アセットマーケティング）とアジア航測株式会社による合弁会社として設立された。事業は主に2つの領域から構成されている。
都市映像データベース（ロケーションビュー）は、都市の街並みを全周囲画像で撮影し、デジタルデータ化したものである。従来の3Dマップ、衛星画像、航空写真などと異なり、実際の歩行者の目線で前後・左右・上下あらゆる方向の映像がインターネット（同社サイト）で見ることができる。2008年9月現在の対象地域は以下のとおりとなっている。
- 岩手県 : 遠野市
- 秋田県 : 秋田市
- 福島県 : 双葉郡富岡町
- 茨城県 : 神栖市(1,232km)
- 埼玉県 : さいたま市（大宮地区）
- 千葉県 : 千葉市
- 東京都 : 23区(13,419km)、多摩地区(3,887km)
- 神奈川県 : 横浜市(5,478km)、川崎市(1,669km)
- 長野県 : 北安曇郡(白馬地区)
- 新潟県 : 柏崎市
- 石川県 : 羽咋市、七尾市、輪島市、鳳珠郡能登町、鳳珠郡穴水町
- 福井県 : 福井市
- 愛知県 : 名古屋市(5,682km)、豊田市、瀬戸市
- 奈良県 : 奈良市
- 京都府 : 京都市(3,471km)、京都市(京北地区)
- 大阪府 : 大阪市(4,415km)、箕面市
- 兵庫県 : 姫路市（姫路城内を含む）
- 広島県 : 広島市
- 徳島県 : 吉野川市（吉野川地区）
- 福岡県 : 北九州市(3,567km)、福岡市(3,628km)

アド・アドレス広告とは、ロケーションビュー上の位置情報に連動した広告サービスで、ロケーションビュー上にあらかじめ設定された場所にユーザーが到達した際に文字情報を表示させることができる。エリア広告とストリート広告の2種類があり一定金額以上で広告掲載をすることができる。
デューディリジェンスデータベース（土地診断サービス）は、GISを応用した不動産調査用のデータベースである。土壌汚染等のリスク診断、地震PML推定などが行えるデータベースとされる。会員制のサイトとして公開されている。

## 沿革
- 2006年4月 - 開発開始（株式会社アイディーユーとアジア航測株式会社による共同開発）。
- 2006年6月 - 販売開始。
- 2007年5月 - 土地診断サービス開始。
- 2007年10月 - 現在のサービスサイトオープン。
- 2007年12月18日 - 会社設立。
- 2008年4月 - 資本金を5,000万円から4億9,000万円に増資。
- 2008年10月 - アド・アドレス広告出稿サイトオープン。
- 2009年4月 - サービスサイト一般公開中止。
- 2009年4月15日 - アジア航測株式会社の保有する株式が株式会社アイディーユーに譲渡。それに伴い、アイディーユーの完全子会社となる。
- 2009年7月31日 - サービスサイトを有料ASPサービスとして再開。
- 2011年 - 事業停止。
- 2012年8月29日 - 株式会社ジアース（アイディーユーを社名変更）が全株式を個人に譲渡[1]。

## 提供サービスサイト
- 都市映像データベース（LOCATION VIEW）
- LOCATION VIEWアド・アドレス
- デューディリジェンスデータベース（土地診断サービス）

## 類似サービスとその周辺
GoogleのGoogle ストリートビューと比較されることが多いため、ロケーションビュー社のサイトで比較表が用意されている。
公開されているプレゼンテーションによると、サイトで公開されているものはサービスの一部であり、多くは官公庁・地方自治体向けのサービスとして提供されていることが分かる。
プライバシー問題に関しては、ユーザーからの公開質問状とそれらに対する回答がユーザーのサイトで公開されている。
海外に記載されている記事のコメントによれば、記載時点でストリートビューが公開されてからの問い合わせは10件で、クレームの電話はなく、ロケーションビューでプライバシー上の問題により画像が削除されている例はないという。